# Scea cleonica
Scea cleonica är en fjärilsart som beskrevs av Druce 1885. Scea cleonica ingår i släktet Scea och familjen tandspinnare. Inga underarter finns listade.